# Comuna Fenevîci, Ivankiv
Fenevîci (în ucraineană Феневичі) este o comună în raionul Ivankiv, regiunea Kiev, Ucraina, formată din satele Fenevîci (reședința), Rudnea-Șpîlivska, Rudnea-Talska și Sosnivka.

## Demografie
Componența lingvistică a comunei Fenevîci
     Ucraineană (97,35%)
     Rusă (2,38%)
     Alte limbi (0,17%)
Conform recensământului din 2001, majoritatea populației comunei Fenevîci era vorbitoare de ucraineană (97,35%), existând în minoritate și vorbitori de rusă (2,38%).